# Карб
Карб (фр. Carbes) насеље је и општина у јужној Француској у региону Миди Пирене, у департману Тарн која припада префектури Кастр.
По подацима из 2011. године у општини је живело 193 становника, а густина насељености је износила 26,08 становника/km². Општина се простире на површини од 7,4 km². Налази се на средњој надморској висини од 200 метара (максималној 221 m, а минималној 165 m).

## Демографија
| 1962. | 1968. | 1975. | 1982. | 1990. | 1999. | 2011. |
| ----- | ----- | ----- | ----- | ----- | ----- | ----- |
| 144   | 153   | 126   | 135   | 163   | 182   | 193   |

График промене броја становника у току последњих година